# Gregor MacGregor

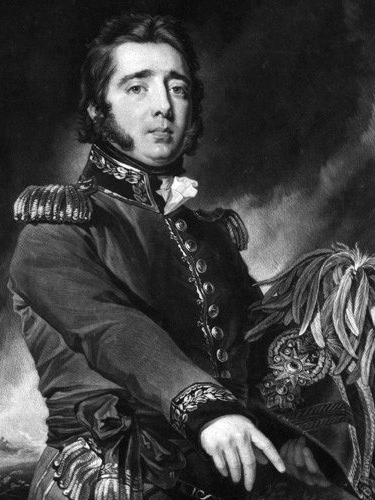
Gregor MacGregor (etwa 1820)

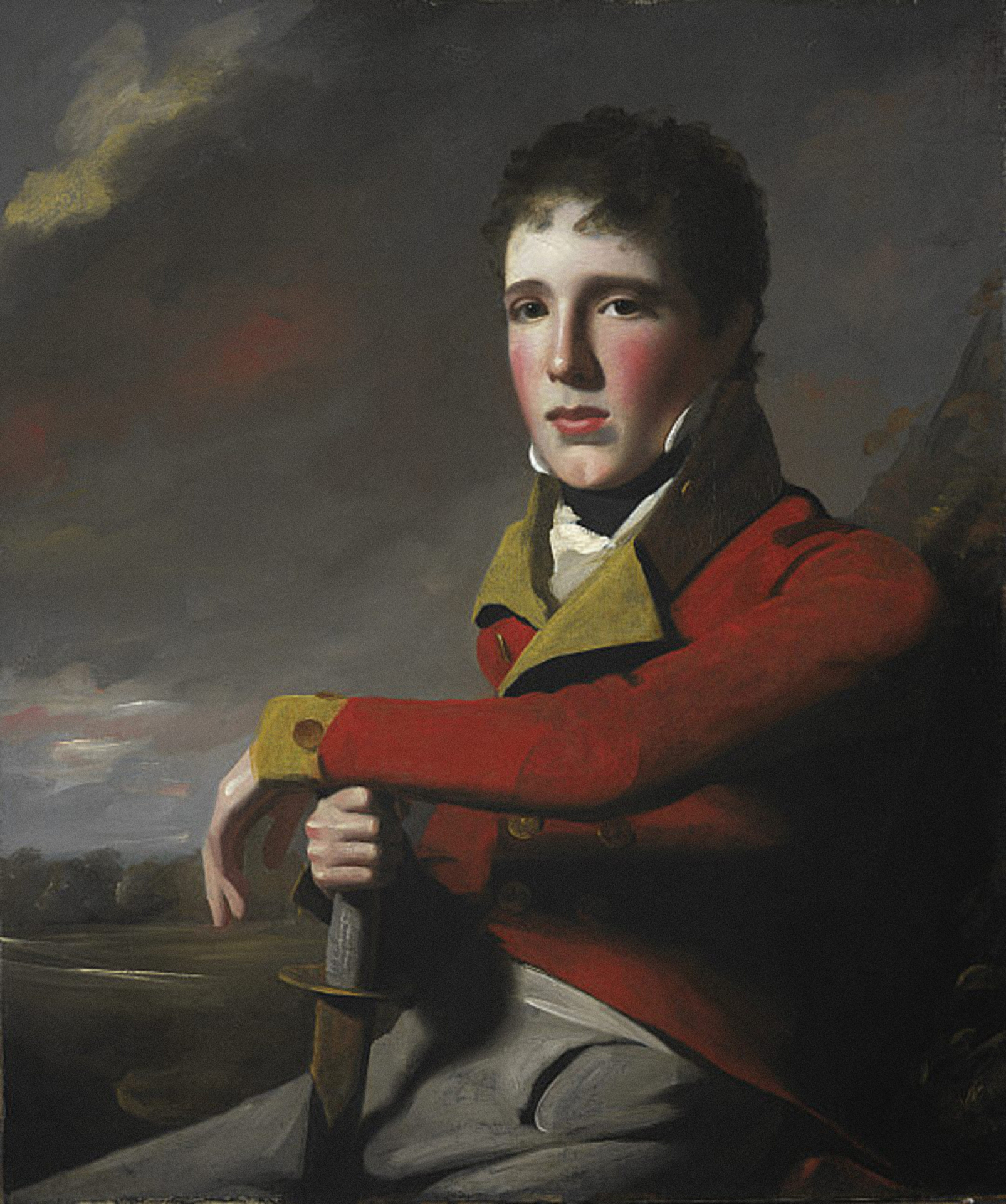
MacGregor (um 1804)

Gregor MacGregor (* 24. Dezember 1786 in Edinburgh; † 3. Dezember 1845 in Caracas) war General in den südamerikanischen Befreiungskriegen. Später wurde er als Betrüger und Hochstapler bekannt, der als „Fürst von Poyais“ das vermeintliche mittelamerikanische Fürstentum mit der Hauptstadt St. Joseph frei erfunden und vermarktet hat.

## Leben
Gregor MacGregor war etwa 1,75 m groß und stämmig. Da er ein „Genussmensch“ war und gerne aß, trank und rauchte, wurde er mit zunehmendem Alter immer beleibter. Über MacGregors Jugend ist wenig bekannt. Er selbst bezeichnete sich als Sohn einer alten schottischen Offiziersfamilie, die seit Generationen Offiziere für das „Black Watch“-Regiment gestellt hatte. Sein Vater Daniel MacGregor, ehemaliger Hauptmann im Dienst der East India Company, starb bereits 1794. Gregor und seine zwei Schwestern wurden unter Vormundschaft gestellt und von der Mutter Ann, geborene Austin, mit Hilfe von Verwandten erzogen.
Mit 16 Jahren, dem frühestmöglichen Zeitpunkt, wurde MacGregor Soldat der britischen Armee. Er diente ab März 1803 beim „57. (Middlesex) Regiment zu Fuß“ und wurde im Februar 1804 zum Leutnant befördert. Durch die Heirat im Juni 1805 mit Maria Bowater, der Tochter eines (zu diesem Zeitpunkt bereits verstorbenen) britischen Admirals, wurde er wohlhabend und machte schnell Karriere. Im August 1805 wurde er zum Hauptmann und Kompaniechef ernannt. 1808/09 studierte er vorübergehend Chemie und Naturwissenschaften an der Universität Edinburgh. 1810 musste er infolge einer Auseinandersetzung mit Vorgesetzten seinen Abschied nehmen und trat daraufhin als Major kurz unter Marschall William Carr Beresford in portugiesische Dienste, die er nach kurzer Zeit aber ebenfalls unfreiwillig verlassen musste. Danach lebte er mit einem angeblichen portugiesischen Adelstitel als „Oberst a. D.“ in seiner Heimatstadt Edinburgh. Seine Frau starb überraschend bereits 1811, wodurch MacGregor die gesellschaftliche und finanzielle Unterstützung durch ihre Familie verlor.

### Der Freiheitskämpfer

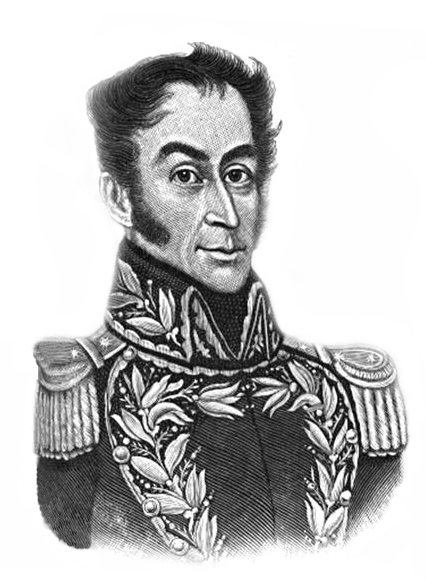
Simón Bolívar

Anfang des 19. Jahrhunderts verfolgte ganz Europa den Befreiungskampf Mittel- und Südamerikas gegen die spanischen Kolonialherren. Als der venezolanische Revolutionsführer Simón Bolívar 1811 nach London kam, um Offiziere für seine Armee anzuwerben, trat auch MacGregor in seine Dienste. Einer anderen Darstellung nach traf MacGregor den in London im Exil lebenden General Francisco de Miranda, der bereits im Amerikanischen Unabhängigkeitskrieg gekämpft hatte.

General Miranda

MacGregor reiste Ende 1811 nach Südamerika. In Caracas wurde er General Miranda unterstellt, der den Traum eines neuen Inkareichs verfolgte, vielleicht die erste Wurzel für MacGregors spätere Staatsgründungsträume. Trotz des wechselhaften Kriegsglücks blieb MacGregor bei den Revolutionären und wurde aufgrund seiner strategischen Begabung zum General ernannt. 1812 heiratete er in zweiter Ehe Bolívars Nichte Josefa Antonia Lovera.

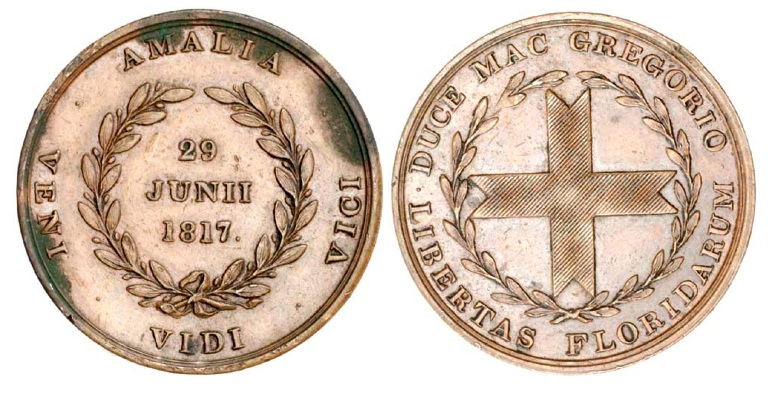
“Amalia Island Medal” (1817)

Banknote Amelia Island 1817

Mit dem sicheren Sieg vor Augen begannen sich die südamerikanischen Revolutionäre von ihren Söldnern zu trennen. MacGregor nahm seinen Abschied, ging in die USA und leitete dort im Juni 1817 ein Filibusterunternehmen zur Eroberung von Spanisch-Florida, das von amerikanischen Geschäftsleuten finanziert wurde. Am 29. Juni 1817 gelang ihm und seinen 55 Männern die Eroberung der Insel Amelia Island, die er unter der Flagge des Green Cross of Florida für unabhängig erklärte. Als weitere Unterstützung durch seine Geldgeber ausblieb, verließ MacGregor die Insel im September 1817. Amelia Island wurde daraufhin vom mexikanischen Rebellen Louis Michel Aury besetzt, der die Insel zu einem „Anhang“ der mexikanischen Republik erklärte, aber schon im selben Jahr von Truppen der Vereinigten Staaten vertrieben wurde.
MacGregor kehrte nach Südamerika zurück. Hier hatte sich das Kriegsglück wieder gewendet und MacGregor trat erneut in Bolívars Dienste. Nach dem Sieg der Revolutionstruppen wandte sich MacGregor auf eigene Faust nach Mittelamerika. Mit einem Söldnertrupp von 250 Mann griff er 1820 das spanische Portobelo in der Landenge von Panama an. Aufgrund der starken spanischen Gegenwehr misslang das Unternehmen. Aber MacGregor gab nicht auf und landete wenige Monate später mit dem Rest seiner Truppe an der sogenannten Moskitoküste in Nicaragua. Der Besitz des Küstenstreifens hatte zwischen 1655 und 1786 mehrfach zwischen Großbritannien und Spanien gewechselt, aber Ende des 18. Jahrhunderts hatten die meisten Siedler die ungesunde und wirtschaftlich uninteressante Gegend verlassen. MacGregor besetzte quasi Niemandsland. Er schloss mit dem Häuptling der dort lebenden Poyais-Indianer einen Konzessionsvertrag und erklärte, das Gebiet kolonisieren zu wollen.

### Der Hochstapler

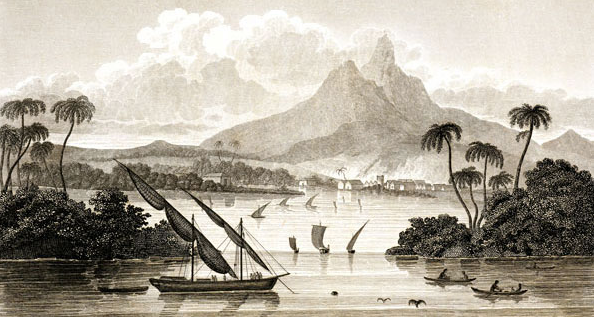
Angebliche Darstellung des Landes Poyais

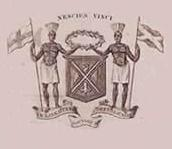
Wappen von Poyais (1831)

Siedler-Handbuch 1822 (Titel)

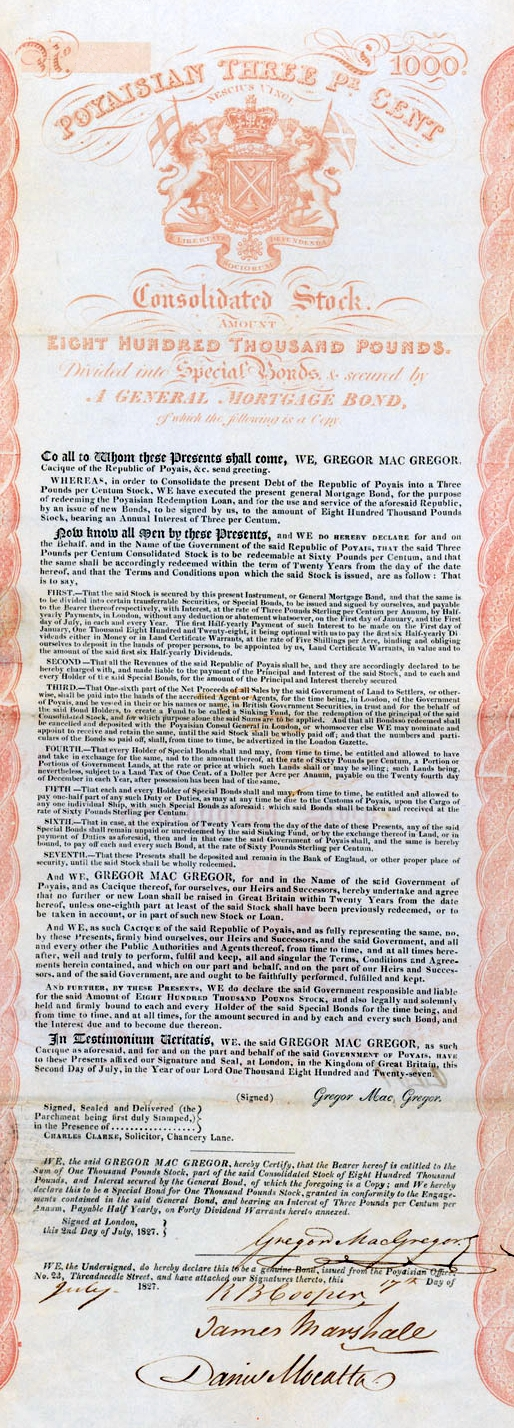
Aktie von Poyais (1827) mit Originalunterschrift von MacGregor

Noch im selben Jahr, 1820, erschien MacGregor als selbsternannter „Fürst von Poyais“ in London. Der Freiheitskämpfer hatte sich in einen Betrüger verwandelt.
Er behauptete, das Land „Poyais“, wie er die Moskitoküste jetzt nannte, habe sich unter seiner Herrschaft als „Gregor I.“, Souveräner Fürst von Poyais und „Kazike“ des Poyaisvolkes, zu einem blühenden Staatswesen entwickelt. Es habe eine große Hauptstadt mit Schloss, Parlamentsgebäude, Opernhaus, Kathedrale und modernen Hafenanlagen. Im Land gebe es reiche Goldvorkommen und fruchtbaren Boden für Neusiedler. Erstaunlicherweise wurden seine Behauptungen nicht angezweifelt. Einerseits war in Großbritannien das Wissen über nichtbritische Besitzungen in der Neuen Welt gering, andererseits suchte die aufstrebende britische Nation neue Märkte und Kolonisationsgebiete. Es gilt allerdings als gesichert, dass MacGregor zur Absicherung seines Projekts auch einigen einflussreichen Personen Schmiergeld zahlte, um seinem Vorhaben die nötige politische Unterstützung zu sichern. MacGregors „Charge d'Affaires“ John Richardson, ein alter Freund aus den Befreiungskriegen, wurde vom britischen König Georg IV. empfangen, MacGregor selbst zur Förderung der Beziehungen zwischen den beiden Ländern als „Sir Gregor“ in den Adelsstand erhoben.
Währenddessen begann MacGregor mit seinen Gehilfen den Staat „Poyais“ zu Geld zu machen: Ein Stich der „Hauptstadt von Poyais“ wurde angefertigt, ein umfangreiches Handbuch sowie zahlreiche Flugschriften wurden gedruckt und im ganzen Land Versammlungen abgehalten. Einwanderungsbüros verkauften an potentielle Auswanderer Grundbesitz in Poyais für vier Shilling pro Morgen und „Gregor I.“ ernannte zahlungskräftige Briten zu Regierungsbeamten seines Landes. Ihr britisches Geld hatte er vorher in frisch gedruckte poyaische Valuta gewechselt. Ab September 1822 segelten die ersten Schiffe mit Auswanderern nach Mittelamerika. Im Oktober 1822 legte MacGregor schließlich mit Hilfe einer angesehenen Londoner Bankfirma eine Anleihe von £ 200.000 zur „Konsolidierung des Staates Poyais“ auf, deren Anteile innerhalb weniger Wochen gezeichnet wurden.
Ende 1822 kam es an der Moskitoküste zur Katastrophe. Die ersten beiden Auswandererschiffe waren am „Schwarzen Fluss“, an dem die Hauptstadt des Landes liegen sollte, gestrandet. Hafen und Hauptstadt von Poyais blieben unauffindbar, die verarmten Indianer konnten die Ankömmlinge nicht versorgen. Viele der Neusiedler starben, die Überlebenden wurden im April 1823 von einer Rettungsexpedition evakuiert, die aufgrund von Gerüchten in der Kolonie Britisch Honduras zusammengestellt worden war. Weitere Aussiedlerschiffe fing die britische Marine ab. Ab Herbst 1823 kehrten die ersten enttäuschten Siedler nach Großbritannien zurück. Am 8. Juli 1824 beendete die junge Republik Kolumbien per Dekret die Existenz des Phantasiestaates. Doch MacGregors Einfluss war noch groß genug, um einen öffentlichen Skandal zu vermeiden. Im Gegenteil, weitere Anleihen wurden 1825 und 1826 ausgeschrieben.
„Gregor I.“ verließ aber sicherheitshalber Großbritannien und zog nach Paris um, wo er sofort mehrere Gesellschaften „zur Förderung der Entwicklung von Poyais“ gründete. Im Herbst 1825 stach die erste Gruppe französischer Auswanderer aus Frankreich Richtung Poyais in See. Seiner Sache zu sicher, kehrte MacGregor 1827 nach London zurück und wurde sofort verhaftet. Aber durch seine Verbindungen konnte er einen Prozess verhindern, ebenso in Frankreich, wo man ihn kurzzeitig ebenfalls verhaftet und angeklagt hatte.
MacGregor zog sich in die französische Provinz zurück und lebte einige Jahre von seinem Vermögen. Aber noch immer wurden poyaische Anleihen – von ihm oder seinen ehemaligen Mitarbeitern – angeboten. 1834 tauchte er in Schottland auf, wo er erneut versuchte, Landbesitzurkunden zu verkaufen. 1836 veröffentlichte er eine „Verfassung für die Einwohner der Indischen Küste in Mittelamerika, üblicherweise Moskitoküste genannt“, die sich stark an die amerikanische Unabhängigkeitserklärung anlehnte, aber ohne öffentliche Resonanz blieb.
1839, sein Vermögen war verbraucht, beantragte er die venezolanische Staatsbürgerschaft, die Wiedereinsetzung in seinen Generalsrang und die sofortige Pensionierung. Seine Anträge wurden genehmigt und er siedelte nach Caracas um. Dort starb er 1845, ohne je für seine betrügerischen Machenschaften bestraft worden zu sein.